# Tierra de Palmer
|  |

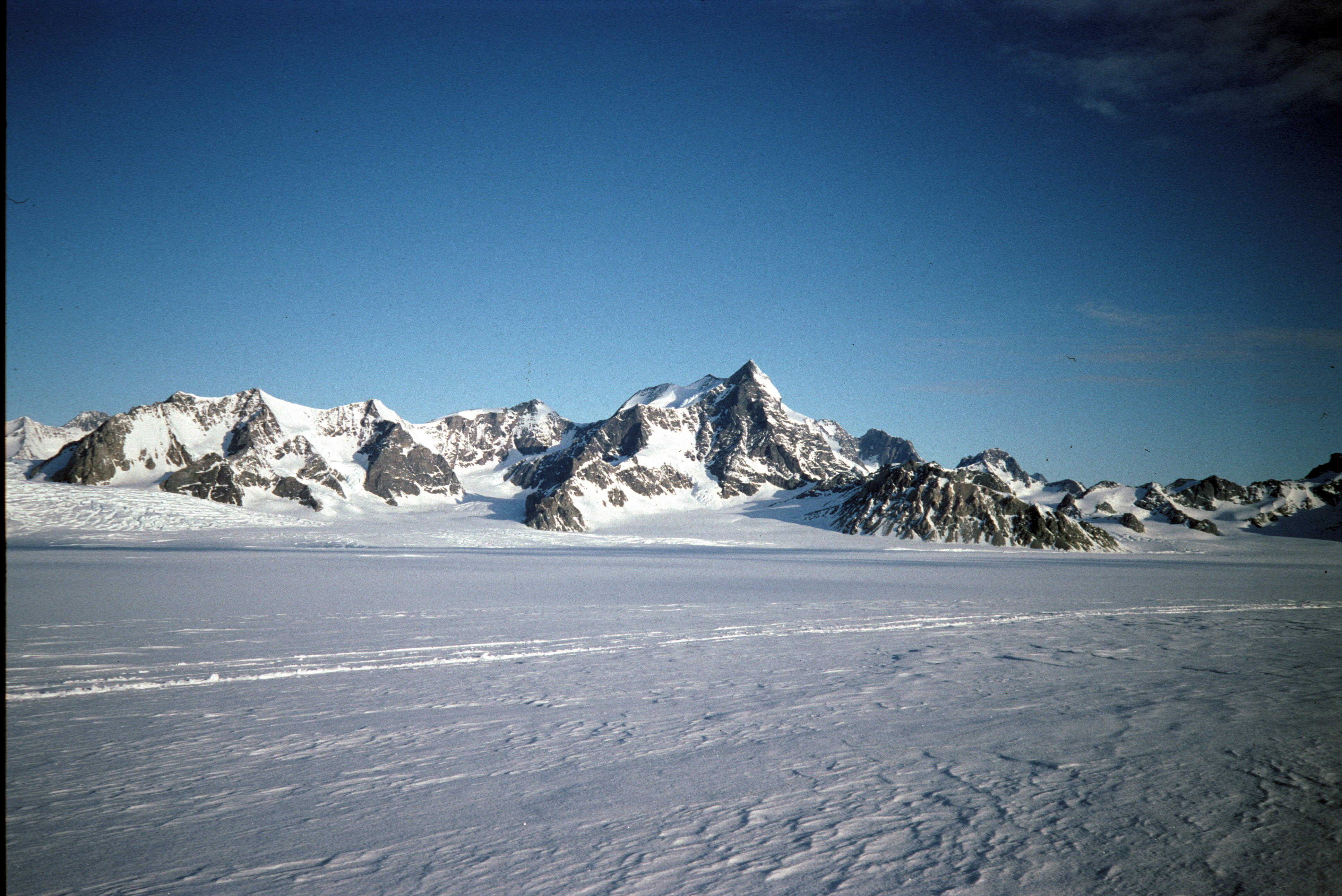
Creswick Peaks visto desde George VI Sound.

Tierra de Palmer es el nombre que el Reino Unido y Estados Unidos dan a la porción sur y más ancha de la península Antártica, cuyo límite norte convencional es la línea que une el cabo Jeremy (69°24′S 62°56′O / -69.400, -62.933) con el cabo Agassiz (68°29′S 62°56′O / -68.483, -62.933). Esta definición de la Tierra de Palmer fue acordada en 1964 entre el Antarctic Place-names Committee del Reino Unido y el Advisory Committee on Antarctic Names de los Estados Unidos, que dividieron a la península Antártica en dos sectores, la Tierra de Graham al norte, y la Tierra de Palmer al sur. Hasta ese momento ambos países aplicaban sus respectivos nombres (Graham y Palmer) a toda la península Antártica. El nombre homenajea al capitán foquero estadounidense Nathaniel Palmer, que exploró el área de la península Antártica al sur de la isla Decepción en el barco Hero en noviembre de 1820. 
De acuerdo a la base de datos del Comité Científico para la Investigación en la Antártida (SCAR), que registra los topónimos antárticos publicados por diversos países, la base de la península Antártica y de la Tierra de Palmer es definida por el US-ACAN de Estados Unidos como la línea de unos 350 km que une el cabo Adams (75°04′S 62°20′O / -75.067, -62.333) en la península Bowman en la barrera de hielo Filchner-Ronne sobre el mar de Weddell, y un punto (73°24′S 72°00′O / -73.400, -72.000) de la costa English al sur de las islas Eklund en el mar de Bellingshausen. Esta definición tiene en cuenta la línea aproximada en que la península Antártica se desprende de la barrera de hielo y se extiende hacia el norte. El Reino Unido hasta 2009 acordó con la definición estadounidense, pero para reflejar con más exactitud la extensión de la península Antártica e incluir un sector sin denominación, movió unos 300 km hacia el sur los límites de la península y de la Tierra de Palmer a la línea de unos 420 km que une la península Rydberg (73°10′S 79°45′O / -73.167, -79.750) en el mar de Bellingshausen con la línea de conexión a tierra de la corriente de hielo Evans (aprox. 76°34′S 75°00′O / -76.567, -75.000) en la costa Zumberge, que corre entre el cabo Zumberge y la elevación de hielo Fowler en la barrera de hielo Filchner-Ronne.
Sobre el mar de Bellingshausen las costas de la Tierra del Palmer son de norte a sur: la costa Rymill y la costa English -en parte según Estados Unidos-. Sobre el mar de Weddell las costas son de norte a sur: costa Wilkins, costa Black, costa Lassiter, y según la extensión que le da el Reino Unido también la costa Orville y parte de la costa Zumberge.

## Reclamaciones territoriales
Argentina incluye a la parte de la Tierra de Palmer al oriente de los 74° O en el departamento Antártida Argentina dentro de la provincia de Tierra del Fuego, Antártida e Islas del Atlántico Sur; para Chile forma parte de la Comuna Antártica de la provincia Antártica Chilena dentro de la Región de Magallanes y de la Antártica Chilena; y para el Reino Unido integra el Territorio Antártico Británico. Las tres reclamaciones están restringidas por los términos del Tratado Antártico.
Nomenclatura de los países reclamantes:
- Argentina llama a toda la península Antártica: Tierra de San Martín
- Chile llama a toda la península Antártica: Tierra de O'Higgins
- Reino Unido: Palmer Land